# Valeriana condamoana
Valeriana condamoana är en kaprifolväxtart som beskrevs av Graebner. Valeriana condamoana ingår i släktet vänderötter, och familjen kaprifolväxter. Inga underarter finns listade i Catalogue of Life.